# Gerhard Philipp Scholvin

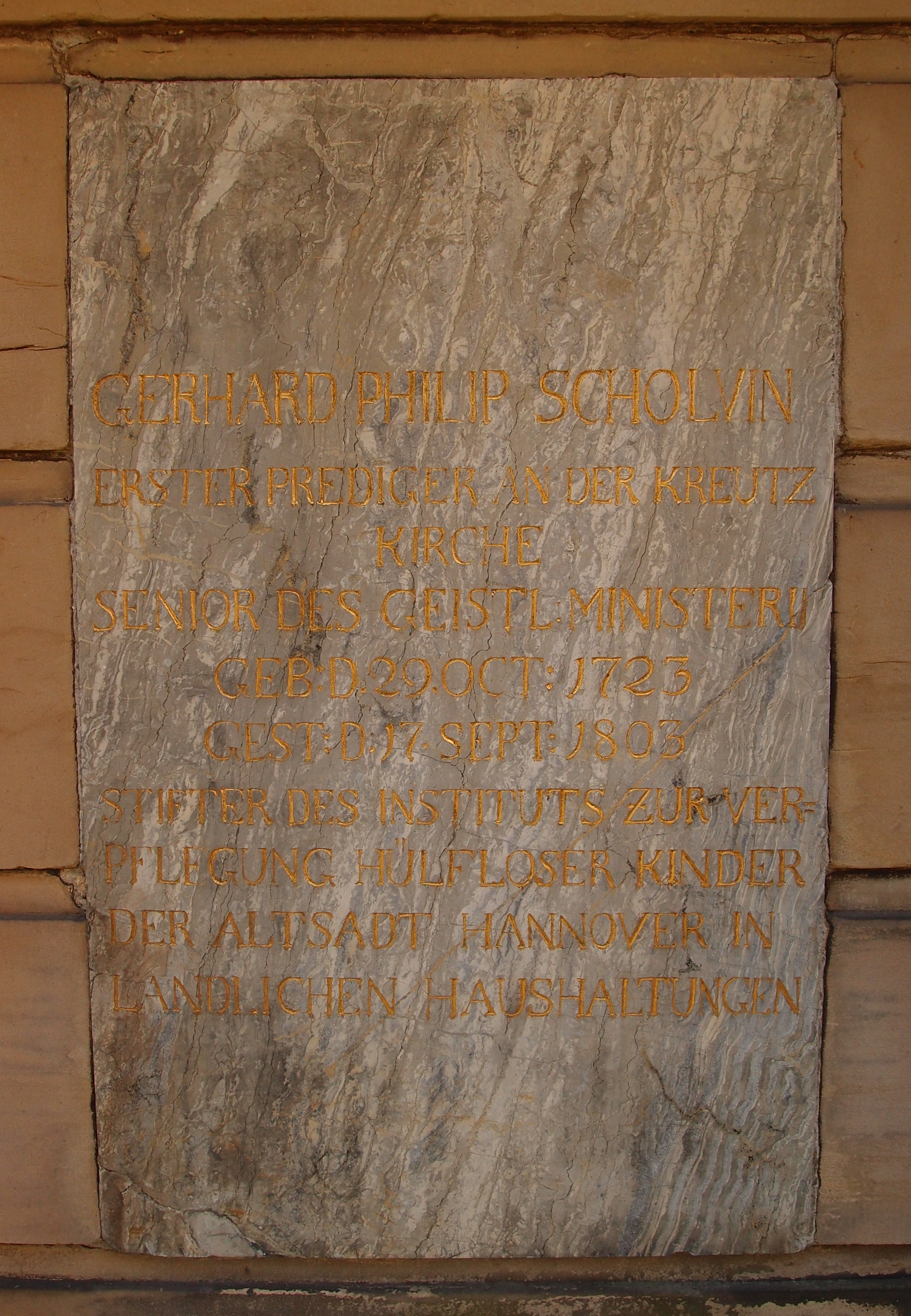
Gedenktafel für Gerhard Philipp Scholvin auf dem Engesohder Friedhof in Hannover

Gerhard Philipp Scholvin (* 29. Oktober 1723 in Thedinghausen; † 17. September 1803 in Hannover) war ein deutscher evangelisch-lutherischer Theologe, Mäzen und Autor.

## Leben
Gerhard Philipp Scholvin wurde als Sohn eines Amtmannes geboren. Ab 1755 nahm er an der Kreuzkirche in Hannover das Amt des Pastors ein und war als „Senior“ der leitende Geistliche aller lutherischen Gemeinden der Altstadt.

## Förderung der Waisenkinder
1799 schrieb Scholvin in sein Testament:

„Ich habe seit mehr als 40 Jahren [...] bemerket, daß die Kinder der hiesigen Waysenhauses aus Mangel der Gelegenheit zu Handarbeiten sich zur Trägheit vor andern gewöhnen. Sie schlagen daher, wenn sie bey Handwerkern in die Lehre kommen, oder in Dienste treten, selten ein. Halten sie die Lehrjahre aus, so geraten sie oft bey der Wanderschaft in auswärtige Kriegsdienste, wozu sie doch in ihrem Vaterlande nicht erzogen worden.“

Solche verwaisten Kinder (der Altstadt), die bisher nicht frühzeitig „Gelegenheiten“ zur Arbeits-Einübung bekommen haben,  setzte Scholvin zu Haupterben in sein Testament ein. Doch die bisherige Erziehung im Armen- und Waisenhaus hatte ihn nicht überzeugt - Scholvin wollte anders fördern:

„Daher verlange ich, daß Knaben und Mädchen von meinem Gelde in umliegende ordentliche Landhaushaltungen in die Kost und Unterweisung nach Art des Moringischen Waisenhauses gegeben würden.“

So flossen 1803 aus dem Erbe Scholvins erst rund 80.000 Reichstaler in die nach dem Pastor dann benannte Scholvin-Stiftung und schließlich mehr als 100.000 Taler.

## Schriften
- Das Schrecken Gottes unter den zerstreuten Feinden des geretteten Vaterlandes wurde ... wegen des den 1. August bei Minden erfolgten ... Sieges ... vorgestellt von Gerhard Philipp Scholvin ...., Hannover: Pockwitz, 1759[6]

## Ehrengrab
Das Ehrengrab von Gerhard Philipp Scholvin findet sich auf dem Stadtfriedhof Engesohde in Hannover in der Abteilung 25D, Grabnummer 22a-b.

## Scholvinstraße

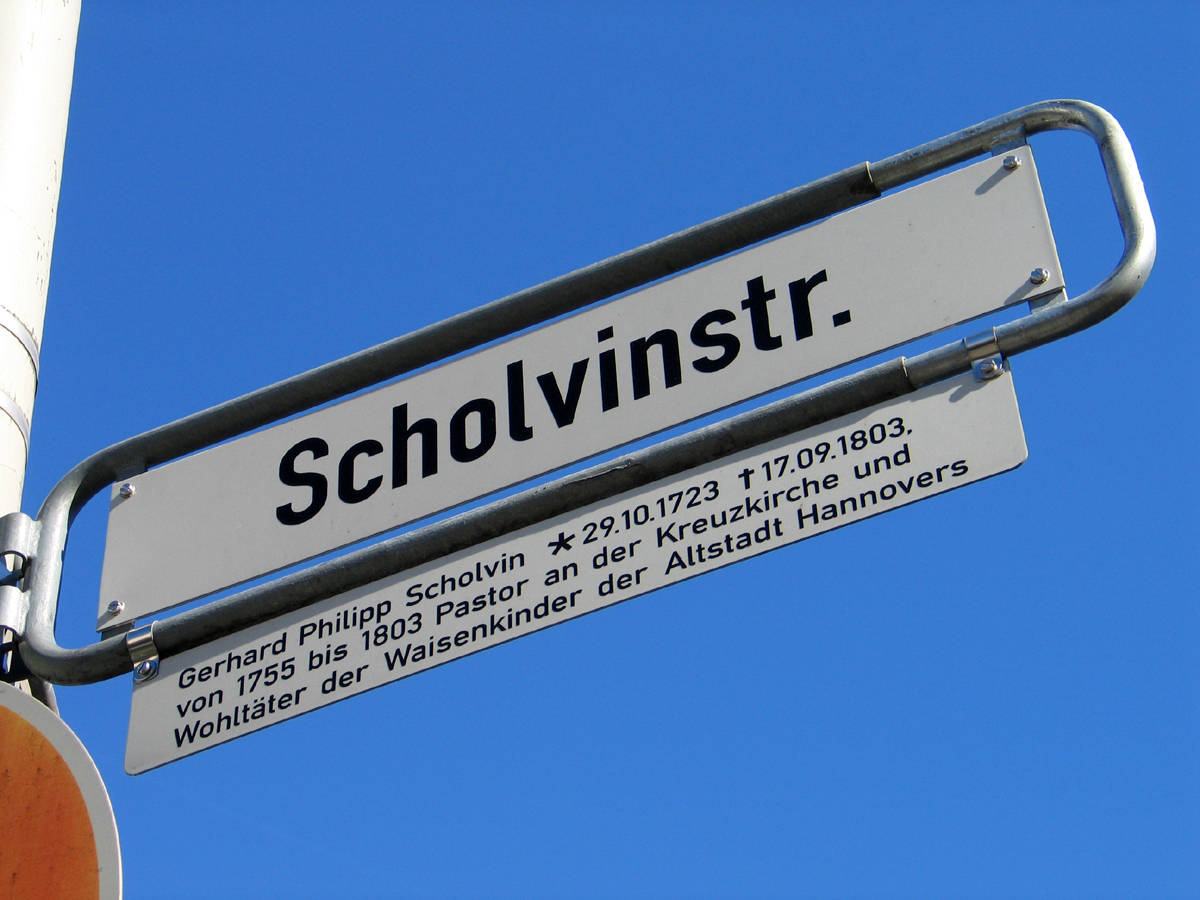
Straßenschild Scholvinstraße mit Legende

Die 1862 angelegte Scholvinstraße im Stadtteil Mitte wurde nach Pastor Scholvin benannt. Heute liegt die Straße im Rotlichtviertel am Steintor in Hannover-Mitte. Im April 2012 unterstützte der Stadtbezirksrat Mitte die Anbringung von Legendenschildern durch die Scholvin-Stiftung an den Straßenschildern der Scholvinstraße.